# Bailysche Perlen

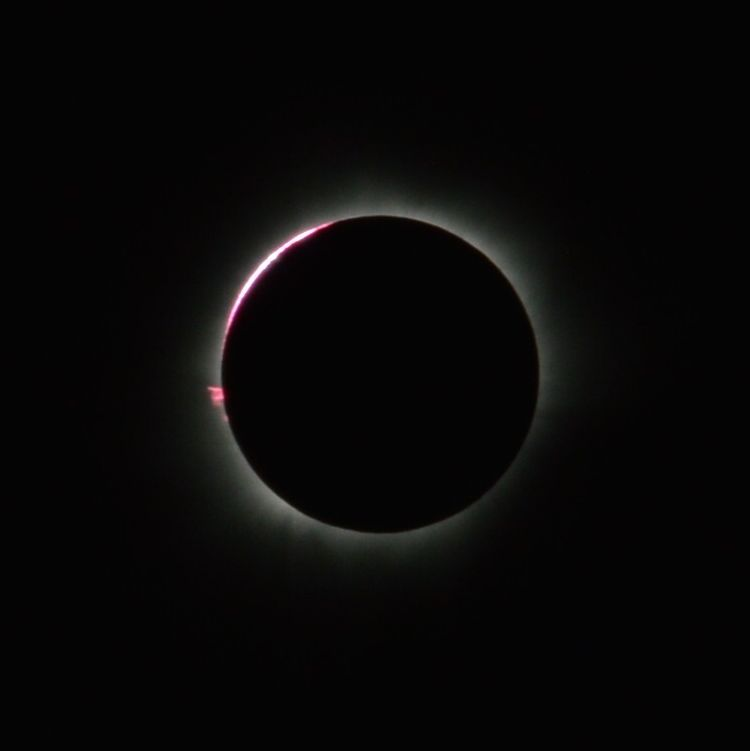
Bailysche Perlen am 9. März 2016, Indonesien

Die Bailyschen Perlen (engl. Baily’s Beads), auch Perlschnurphänomen genannt, sind ein optisches Phänomen, das bei einer totalen Sonnenfinsternis beobachtet werden kann. Beschrieben wurde es erstmals von dem britischen Astronomen Francis Baily im Jahr 1836.
Das Phänomen wird durch die Unebenheit der Mondoberfläche verursacht. Kurz vor und nach der Totalität leuchtet die Sonne durch die Täler zwischen den Mondbergen hindurch. Für einige Sekunden erscheinen Lichtpunkte am Mondrand, die wie Perlen an einer Schnur aufgereiht sind. Als Sonderfall entsteht durch einen einzelnen Lichtpunkt der Diamantring, etwa wie auf der Abbildung.